# 弗朗科尼亞 (新罕布什爾州)
弗朗科尼亞（英語：Fraconia）是一個位於美國新罕布什爾州格拉夫頓縣的鎮。

## 人口
根據2020年美國人口普查的數據，弗朗科尼亞的面積為170.50平方千米，當中陸地面積為169.70平方千米，而水域面積為0.80平方千米。當地共有人口1083人，而人口密度為每平方千米6人。